# Zdravko Spasojević
Zdravko Spasojević (Strmovo, 1893. — Šabac, 20. septembar 1932) bio je srpski knjižar i izdavač.

## Biografija
Rođen je 1893. u Strmovu, srez račanski. Osnovnu i trgovačku školu završio je u Beogradu. Radio je kao šegrt u knjižarsko-knjigovezačkoj radnji Svetozara Velickog u Beogradu. Jedno vreme je radio kao pomoćnik u Sveslovenskoj knjižari, a zatim je radio i u knjižari Mite Stajića, gde je dočekao i Prvi svetski rat.
Na početku Prvog svetskog rata učestvuje kao četnik u borbama na Drini. Kasnije kao obaveznik Četvrtog i Šestog pešadijskog puka biva zarobljen i sproveden u logor u Ašahu. Po završetku rata vraća se u Beograd i otvara svoju knjižaru i antikvarnicu, Knjižara Zdravka Spasojevića, a bavio se i izdavačkim poslom. Izdavao je originalna i prevedena dela, zabavna dela, školske udžbenike.
Bio je jedan od glavnih inicijatora i osnivača Knjižarskog udruženja. Jedno vreme je bio i predsednik Narodnog odbora. Kasnije u karijeri, od 1921. do 1926. je bio i odgovorni urednik Knjižarskog glasnika.
Poslovi mu nisu dobro išli, pa je umro u velikoj materijalnoj bedi, 20. septembra 1932. u Šapcu.

## Knjižarsko udruženje
Knjižarsko udruženje je osnovano 6. marta 1921. u Beogradu. Udruženje je osnovano jer su knjižari smatrali da nakon osnivanja Kraljevine Srba, Hrvata i Slovenaca 1918. godine nije bilo mesta u zakonu nove države za knjižare i kulturne poslanike. Osnivanjem udruženja ugledni knjižari, od kojih su mnogi bili i izdavači, su se izborili za viši položaj u društvu.
Osnivači su bila dvanaestorica najuglednijih knjižara. Za predsednika je izabran Dragutin Đuković, Gece Kon je bio potpredsednik, blagajnik Dragutin Valožić i bibliotekar Zdravko Spasojević. Nešto kasnije će biti izabran i sekretar Dušan Slavić.
Udruženje je vodio Upravni odbor od dvanaest članova, sedam iz Beograda i pet iz unutrašnjosti. Na mesto predsednika, sekretara, blagajnika i bibliotekara mogli su biti birani samo ljudi iz Beograda.

## Kriza knjige
U opštoj ekonomskoj krizi, koja je vladala neko vreme u Jugoslaviji, bila je i kriza knjige, koja se pretvorila uglavnom u krizu dobre knjige i krizu rasturanja knjige.
Zdravko Spasojević je o ovoj krizi knjige imao mišljenje da nije postojala kriza produkcije knjige, već je bila kriza čitalačke publike. On je tvrdio da su režije bile velike, a potražnaj sve manja, čak manja nego pre rata.

## Spoljašnje veze
- Biblioteka Matice srpske